# Sklep pod Novou radnicí
Sklep pod Novou radnicí, dříve označovaný Mincmistrovský sklep, je součást historického brněnského podzemí. Nachází se pod Dominikánským náměstím v historickém jádru Brna. Vstup na výstavu je z ulice Panenské.

## Objev a zpřístupnění
„Sklepení domu mincmistrů“ bylo objeveno v roce 1999 při průzkumu brněnského podzemí. Veřejnosti byl objekt zpřístupněn v roce 2010, v rámci projektu „Zpřístupnění brněnského podzemí“ . 
Celý prostor se rozkládá převážně pod budovou Nové radnice, někdejšího sídla zemské správy na Moravě. Klenba původního historického sklepa domu mincmistrů leží pouhých 60 cm pod dlažbou Dominikánského náměstí, sklep sloužil královskému mincmistrovi jako sklad surovin a nových mincí před vpuštěním do oběhu, tedy samotná ražba mincí probíhala na jiných místech v Brně, ale ne přímo ve sklepě.  

## Seznam místností
- Vstupní hala  Tato místnost se před vybudováním výstavy používala jako sklad archivních dokumentů města Brna.
- Kinosál s Brněnskými pověstmi
- Kinosál s pověstí o Šemberovy
- Místnost o Dominikánském náměstí. Původně rybný trh se zbožím z příměstských rybníků, ale i ryby dovážené z přímořských oblastí. Vedle kaprů, štik, parem, okounů a úhořů, kteří se kupovali vcelku, to byli i sumci a lososi prodávaní po částech, oblíbení slanečci a ústřice potom na míru a počet. Tržiště uzavírala ulice na Horní trh, které se říkalo „Za radnicí” (dnešní Mečová), kde se na nároží nacházela Moravská zemská mincovna. V dominikánském klášteře se od 14. století scházely městské sněmy a konaly soudy moravské zemské šlechty. Reformy císaře Josefa II. zasáhly velmi hluboko do všech odvětví zemské i státní správy. Zřizování nových úřadů, rušení klášterů a zásadní změny v soudnictví poznamenaly i další osud Zemského domu. Zemský dům, byl předán vojenské oděvní komisi. Dominikánům bylo oznámeno zrušení kláštera, jejich knihovna byla zapečetěna a klášterní statky propadly náboženskému fondu. Poslední převor Alexius Gallé dostal na výživu každého člena konventu 40 krejcarů denně a čtyřicet pět mnichů opustilo místa, kde jejich řád působil více než pět set let. Ihned po jejich odchodu se do všech prostor nastěhovalo vojsko.
- Přístupová chodba pod náměstí vybudována v roce 1999 s historickou studnou ze 13. století která byla zasypána ve století 15.
- Sklepení domu mincmistrů. Kde se promítá obléhání Brna. Sklepení bylo původně přístupné schodištěm v jeho severní části. Obvodové zdivo sklepa a jeden z nosných cihlových pasů pochází ze závěru 13. století stejně jako zazděná osvětlovací okénka, nika a vstup v severní stěně. Výraznou změnou prošel sklep až na počátku novověku, kdy byl původně plochý trámový strop nahrazen cihlovou klenbou. V místě původního schodiště byla navržena přístupová chodba napojená na suterén Nové radnice, který je vzdálen pouhých 7 m. Tímto propojením vznikla možnost využít nalezené prostory ke zřízení městského lapidária, kde by byly umístěny gotické kamenné fragmenty ze zničené Královské kaple.

## Galerie

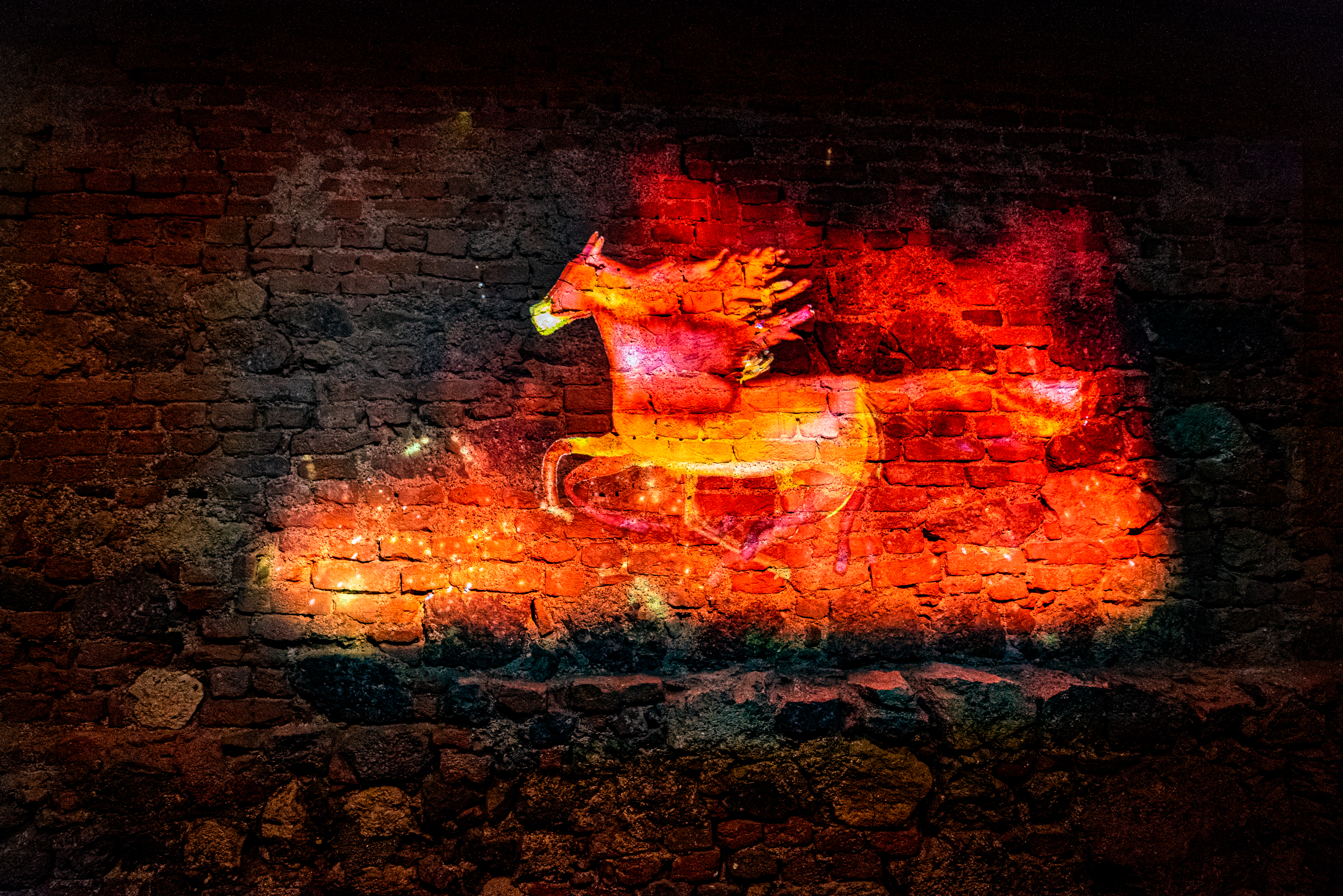
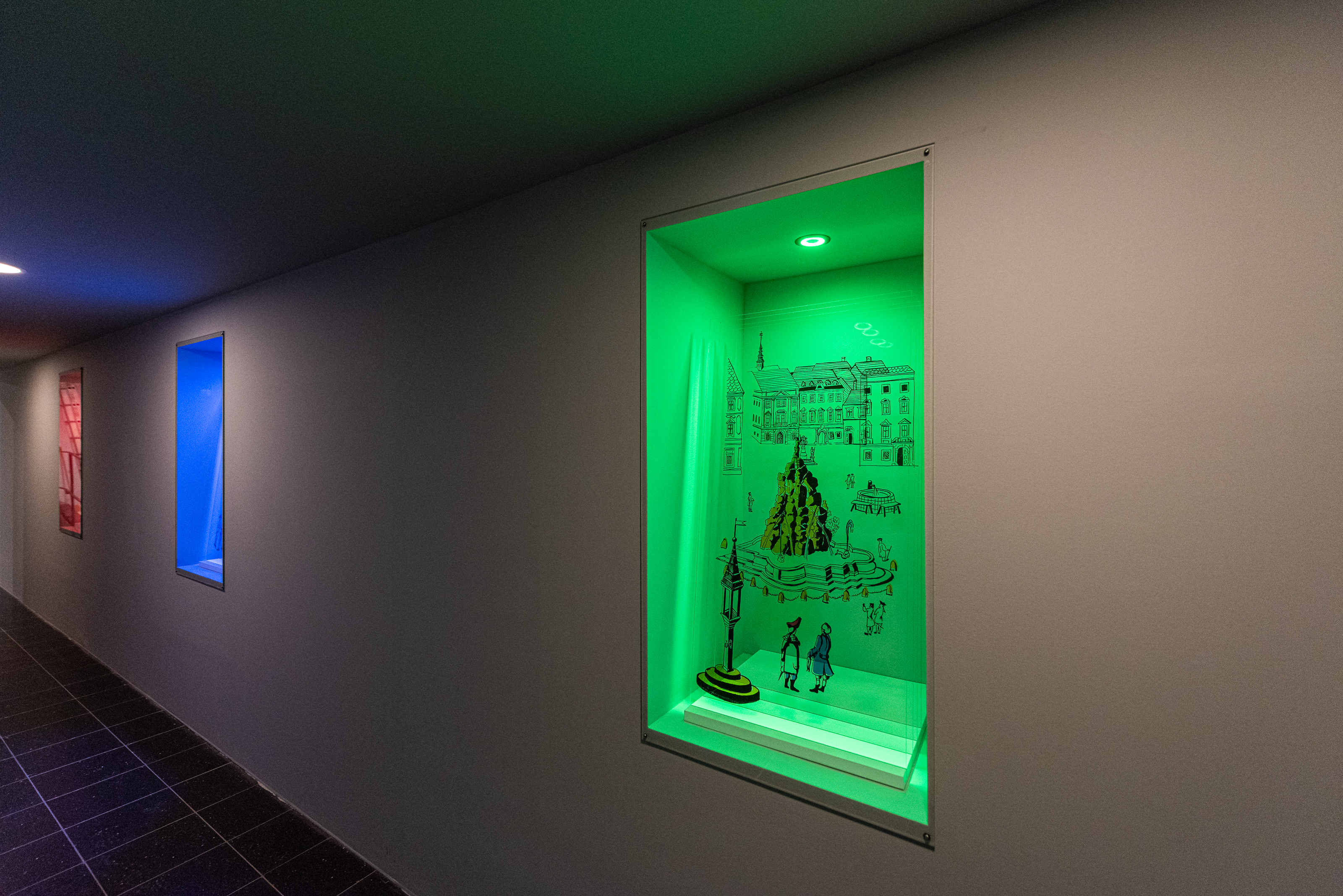
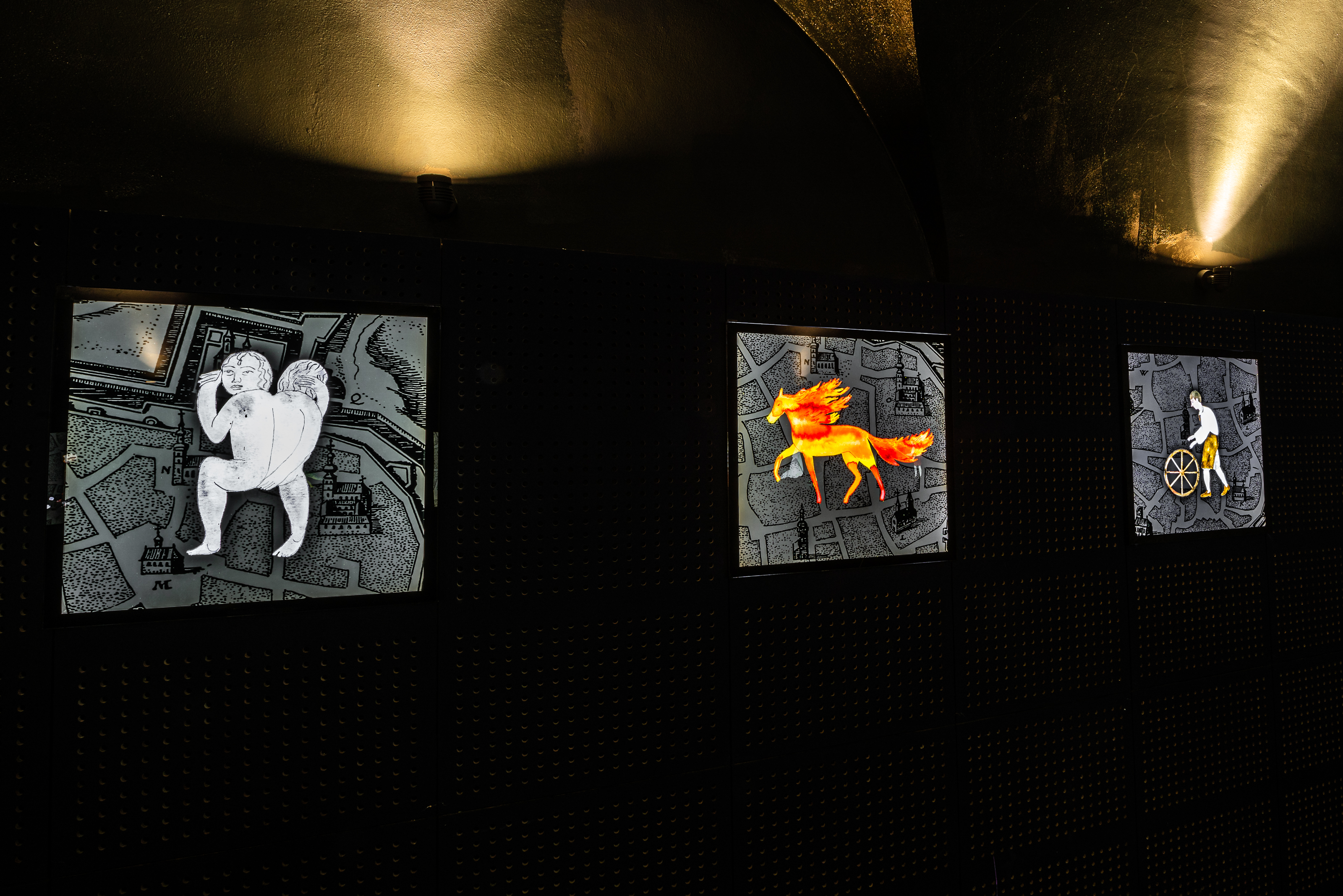
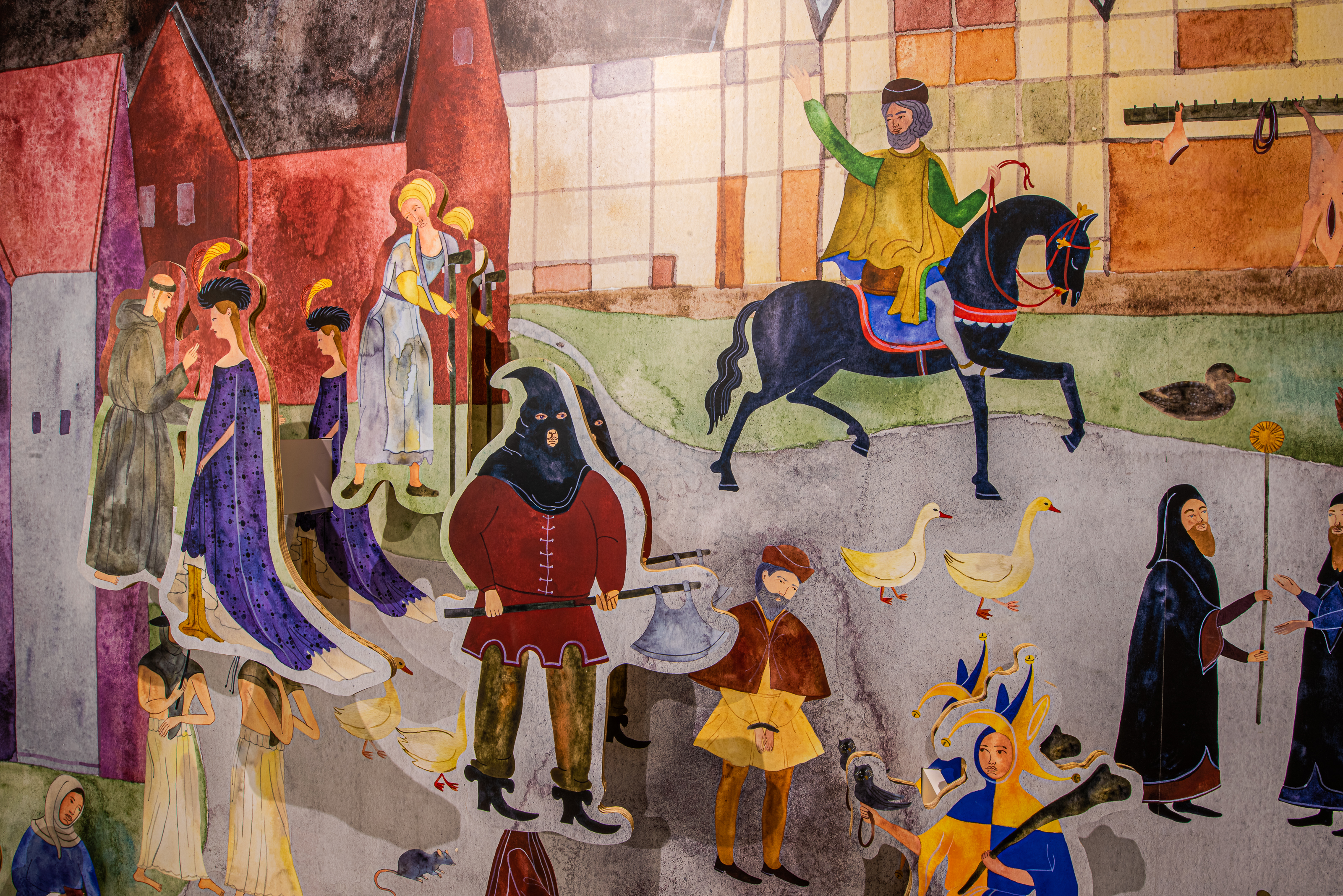
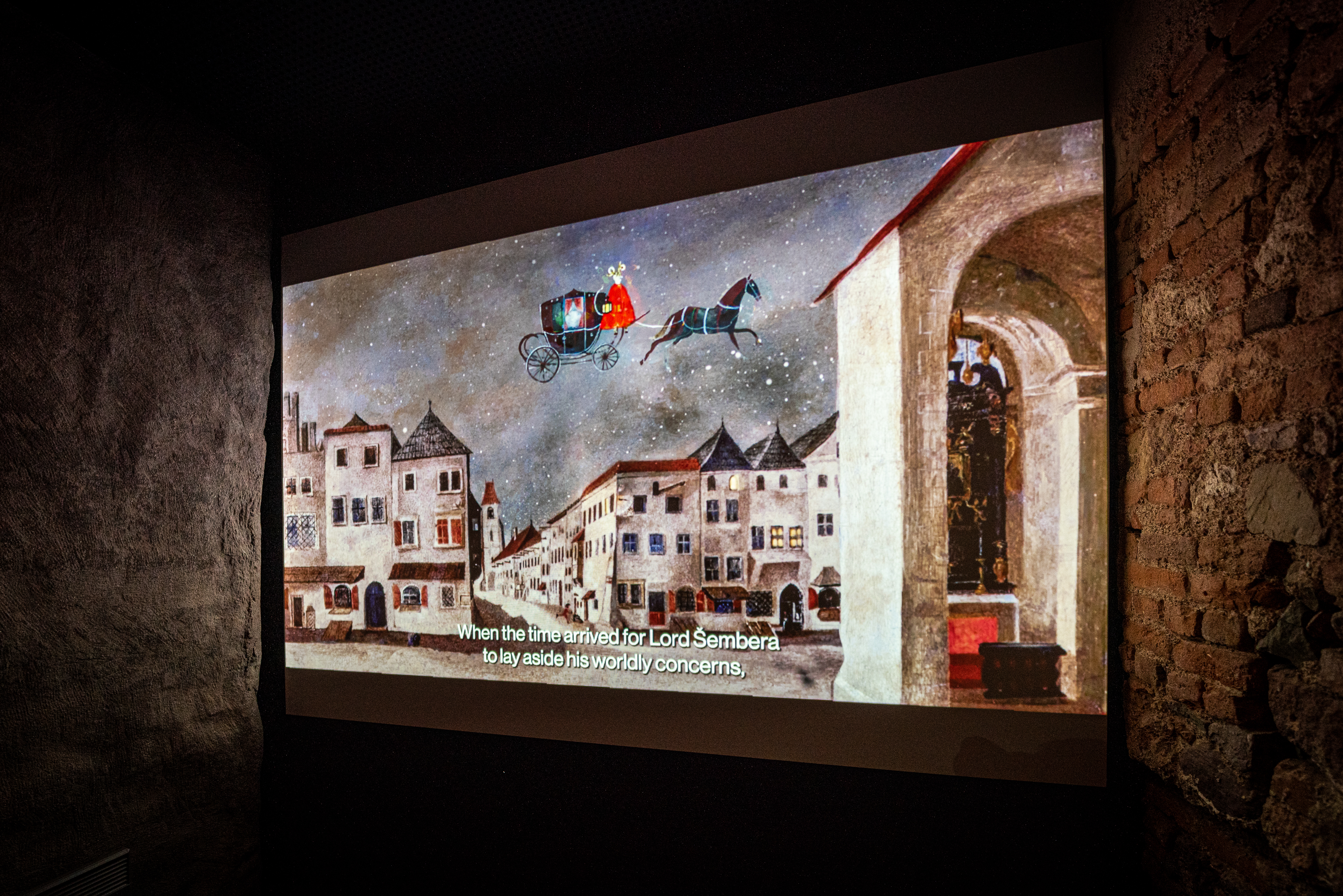
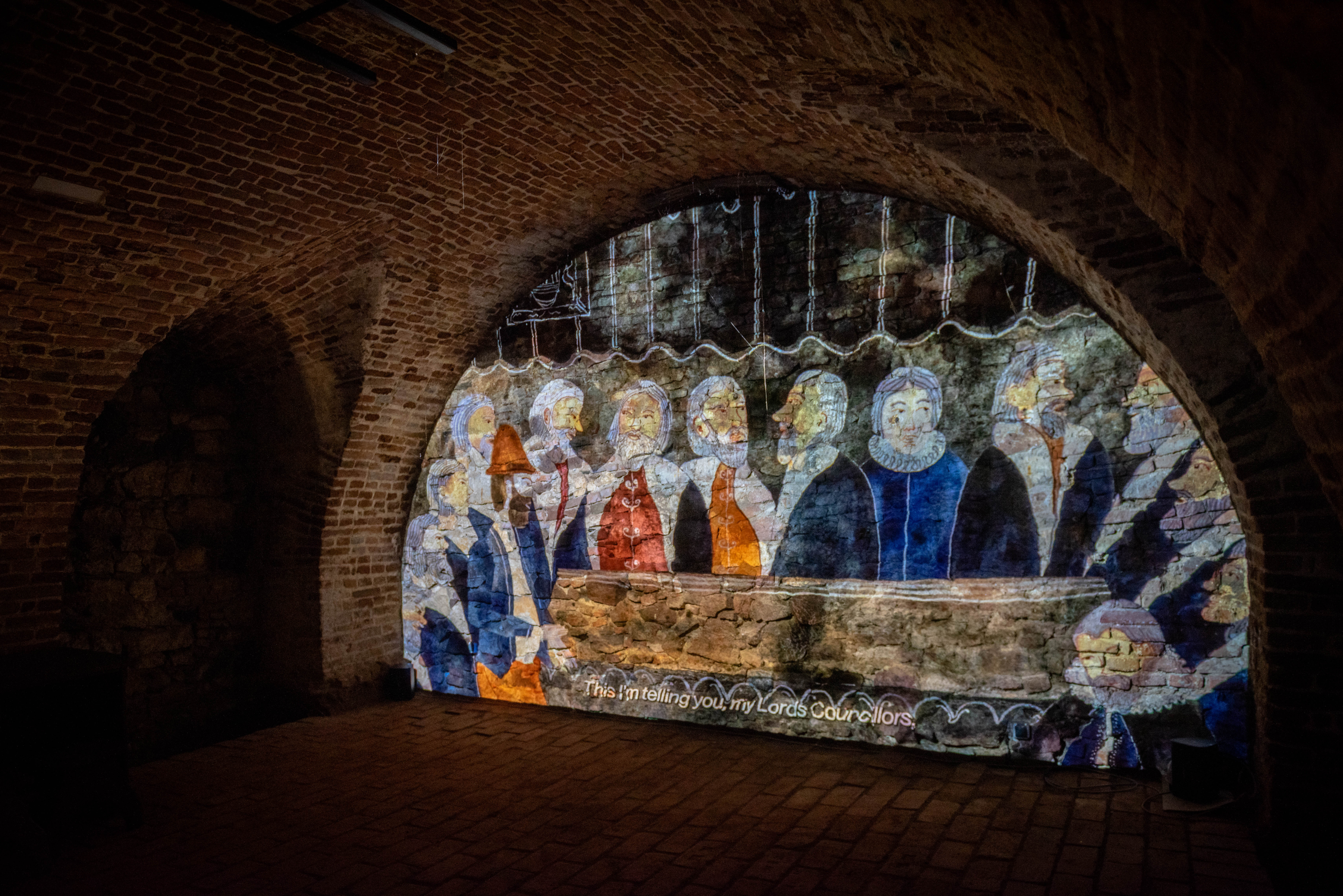
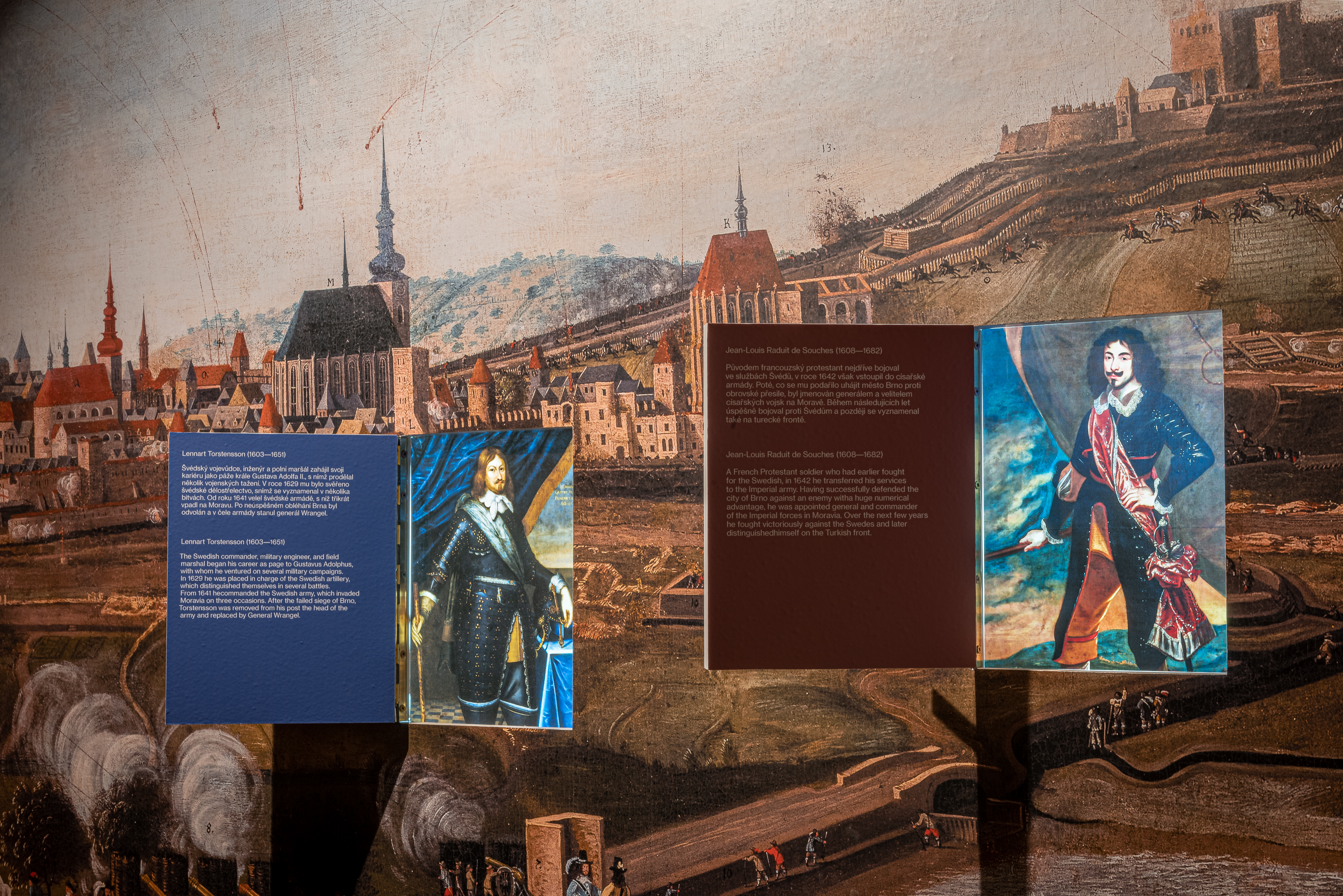
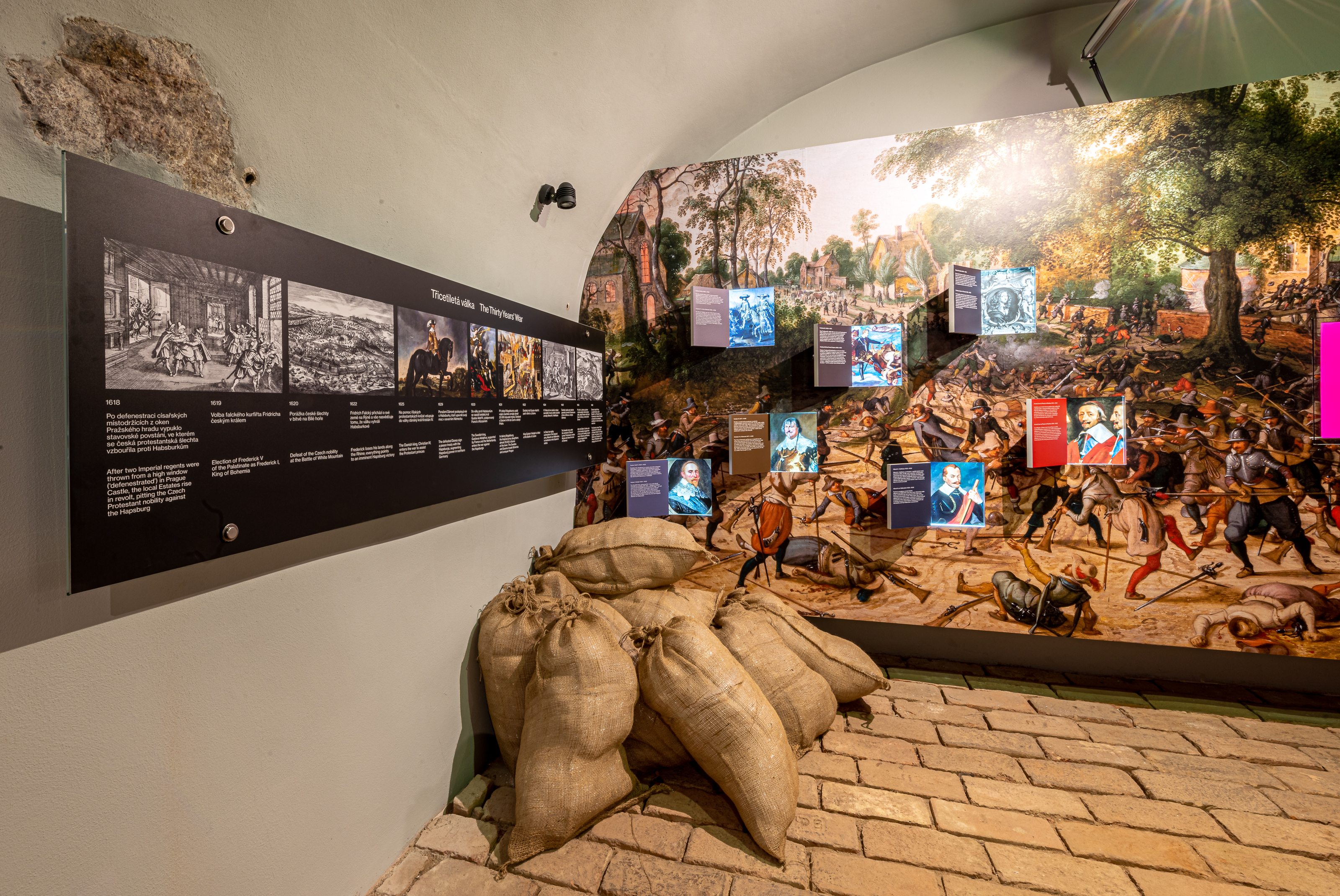
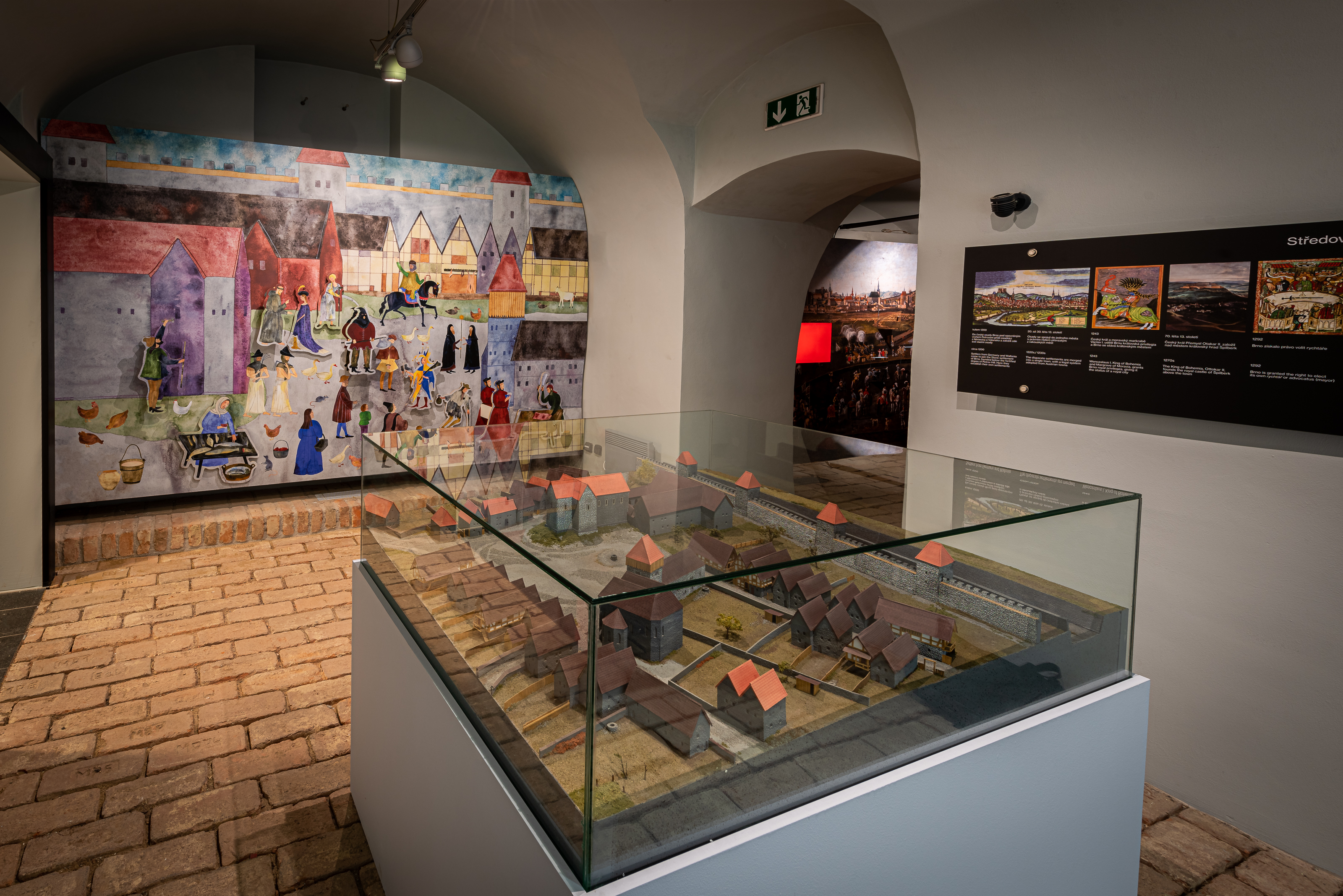
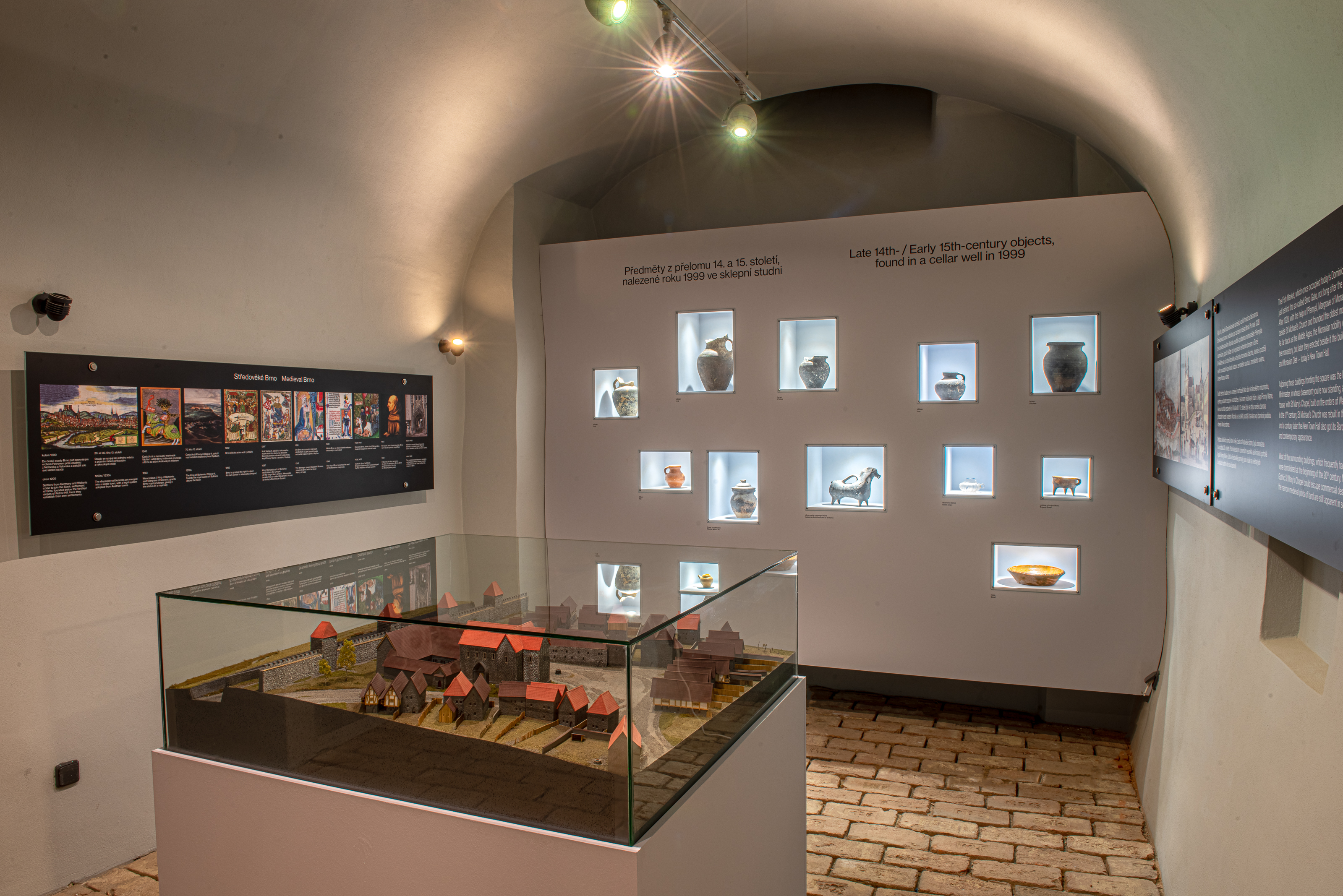
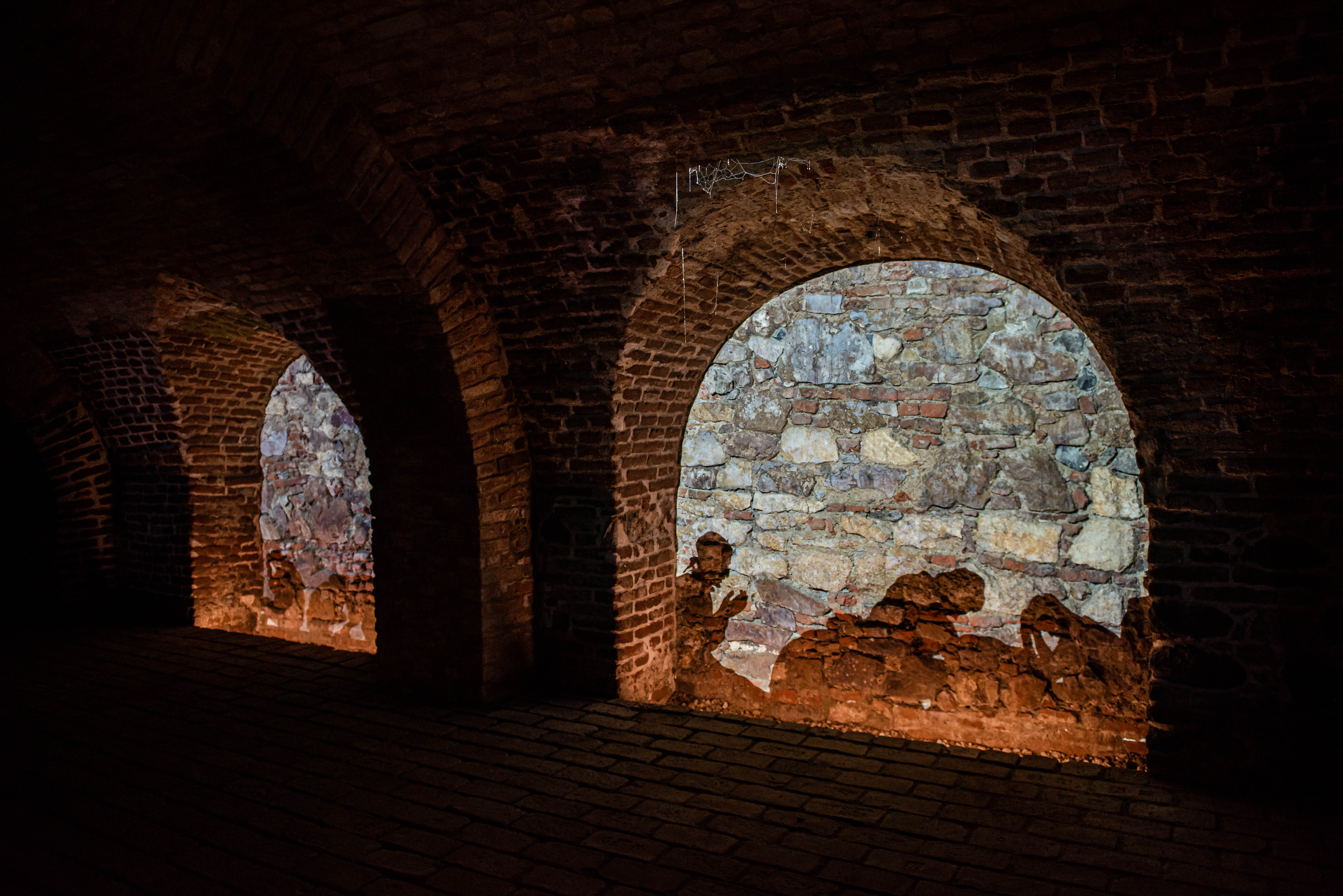
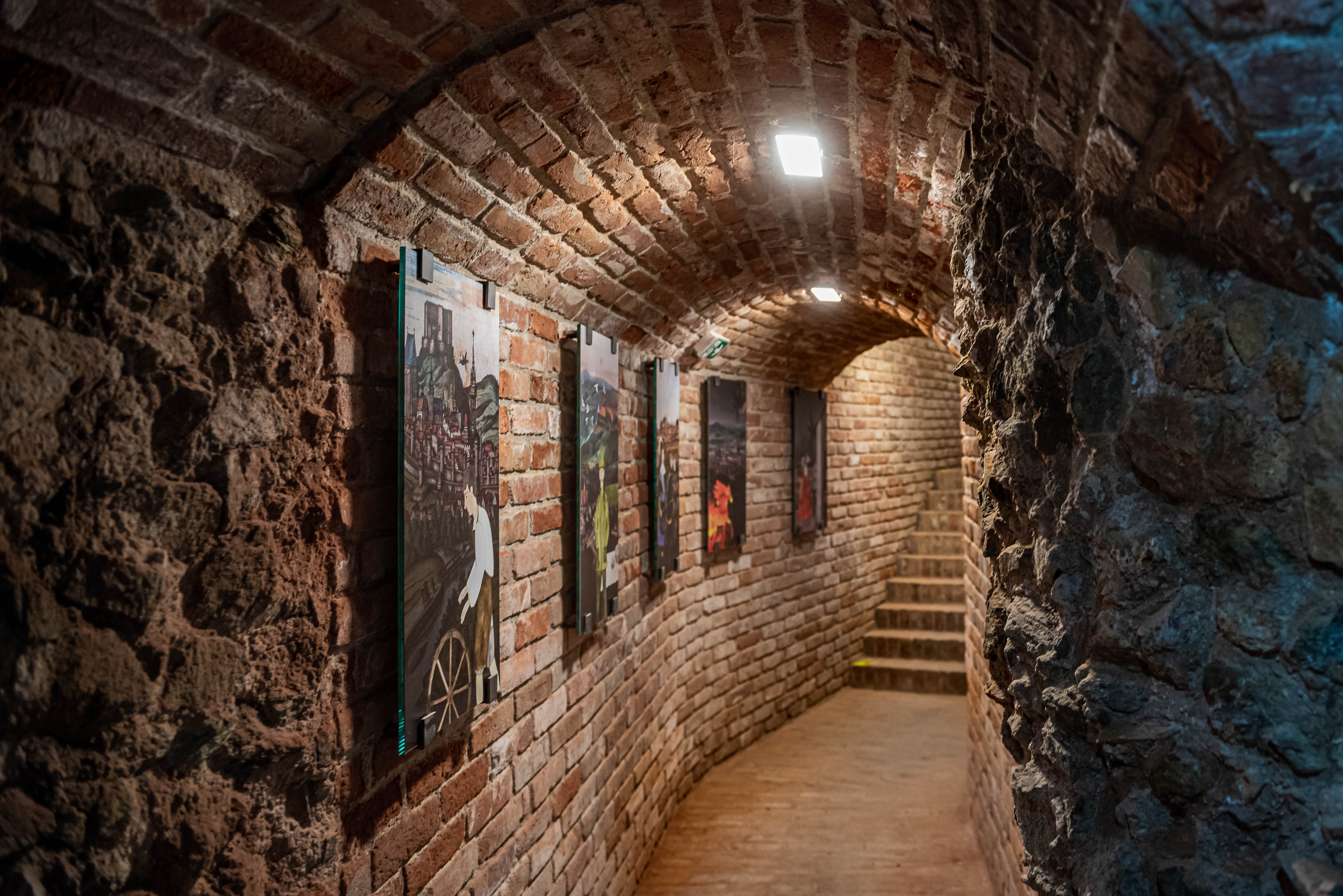